# Anse-La-Raye

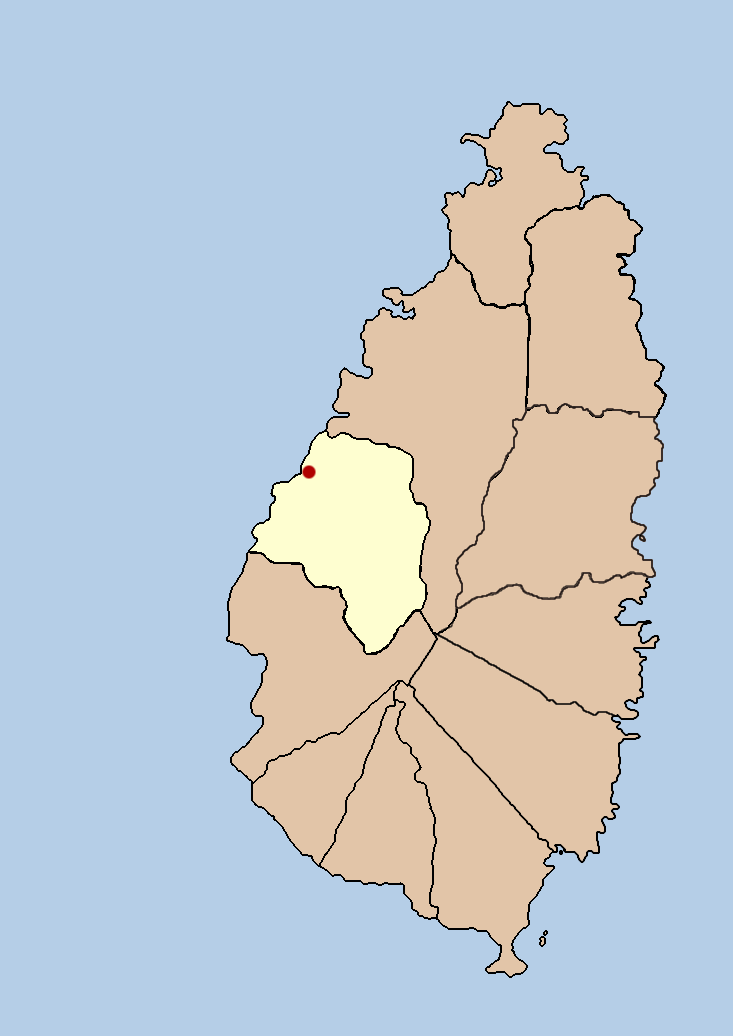
Distrito de Anse-La-Raye

Anse-La-Raye  é um distrito da ilha de Santa Lúcia.